# Jörgen Thorsson
Lars Olof Jörgen Thorsson, född 10 mars 1980 i Sundals-Ryr i Dalsland, är en svensk skådespelare och musiker.

## Biografi
Jörgen Thorsson utbildade sig till skådespelare vid Teaterhögskolan i Malmö 2005–2009 och är bosatt i Stockholm sedan 2011.
På film har han medverkat som Puma i Måste gitt och på TV har han medverkat i bland annat Bron och Arne Dahl, men framför allt som väktaren Don i I Anneli. Andra filmer är bland andra EGO (2013) och Monica Z (2013). På scen har man sedan 2011 främst kunnat se honom på Stockholms stadsteater i uppsättningar som Paraplyerna i Cherbourg, Lycka, Fröken Fleggmans mustasch och En folkefiende. Hösten 2013 gjorde han rollen som Macbeth i regi av Fredrik "Benke" Rydman. Åren 2004–2011 var Thorsson aktiv på Skillinge Teater på Österlen. 2008 var han med och startade Teaterrepubliken i Malmö där han spelat och regisserat.
Jörgen Thorsson skriver och framför musik på svenska. 23 mars 2017 utkom Fan Livet, hans femte studioalbum.

## Filmografi
- 2010 – I Anneli (TV-serie)
- 2011 – Bron (TV-serie)
- 2012 – Mysteriet på Greveholm – Grevens återkomst (TV-serie)
- 2013 – Ego
- 2013 – Monica Z
- 2013 – Wallander – Mordbrännaren
- 2014 – Kärlek deluxe
- 2014 – Halvvägs till himlen (TV-serie) (ett avsnitt: i säsong 2, avsnitt 7)
- 2015 – Arne Dahl 2 - En midsommarnattsdröm
- 2015 – Ack Värmland (TV-serie)
- 2017 – Måste gitt
- 2018 – Gräns
- 2020 – Måste gitt (TV-serie)
- 2020 – Hamilton (TV-serie)
- 2026 – Vaka (TV-serie)

## Teater

### Roller (ej komplett)
| År   | Roll          | Produktion                                                                            | Regi                 | Teater                   |
| ---- | ------------- | ------------------------------------------------------------------------------------- | -------------------- | ------------------------ |
| 2011 | Cassard       | Paraplyerna i Cherbourg (Les Parapluies de Cherbourg) Jacques Demy och Michel Legrand | Alexander Mørk-Eidem | Stockholms stadsteater   |
| 2015 | Cassard       | Paraplyerna i Cherbourg (Les Parapluies de Cherbourg) Jacques Demy och Michel Legrand | Alexander Mørk-Eidem | Kulturhuset Stadsteatern |
| 2016 | Riddar Kato   | Mio, min Mio Astrid Lindgren                                                          | Sofia Jupither       | Kulturhuset Stadsteatern |
| 2017 | Tummen        | Våra drömmars stad Per Anders Fogelström                                              | Linus Tunström       | Kulturhuset Stadsteatern |
| 2018 |               | Episod Lars Norén                                                                     | Sofia Jupither       | Malmö Stadsteater        |
| 2020 | Swing         | Det stora teaterkalaset Calle Norlén                                                  | Sissela Kyle         | Kulturhuset Stadsteatern |
| 2022 | Janne         | Morbror Janne – Scener från livet på landet (Дядя Ваня, Djadja Vanja) Anton Tjechov   | Alexander Mørk-Eidem | Kulturhuset Stadsteatern |
| 2023 | Herr Wormwood | Matilda the Musical Tim Minchin och Dennis Kelly                                      | Fredrik Rydman       | Kulturhuset Stadsteatern |
| 2024 | Kehaar        | Den långa flykten (Watership Down) Richard Adams                                      | Alexander Mørk-Eidem | Kulturhuset Stadsteatern |

### Regi (ej komplett)
| År   | Produktion | Upphovsmän        | Teater                                          |
| ---- | ---------- | ----------------- | ----------------------------------------------- |
| 2012 | Kamraterna | August Strindberg | Stockholms stadsteater på Liljevalchs konsthall |

## Diskografi
- 2005 Undergångskabarén
- 2008 En lite för full bröllopsgäst
- 2010 I die in English (på engelska)
- 2013 Stockholm Heartbreak
- 2017 Fan Livet